# Río Discordia
El río Discordia es un curso natural de agua que desemboca en el norte de la bahía Inútil, en la isla Grande de Tierra del Fuego.

## Trayecto
El río nace en los Altos del Boquerón y fluye con dirección general sureste hasta desembocar en la costa norte de la bahía Inútil.

## Historia
Luis Risopatrón lo describe brevemente en su Diccionario Jeográfico de Chile de 1924:: 299 
Discordia (Rio) 53° 22’ 69° 48'. De corto curso i caudal, corre hacia el S i se vácia en la caleta de aquel nombre, de la bahía Inútil. 1, XXVI, p. 253.